# Aema buin 5
Aema buin 5 (en coreano, 애마부인 5) es una película de drama romántico erótico surcoreana de 1991 dirigida por Suk Do-won. Fue la quinta entrada en la serie Aema buin, la serie de películas de mayor duración en el cine coreano.

## Sinopsis
Continuando con la historia que comenzó en Aema buin 4, el esposo de Aema todavía tiene una aventura con la mujer japonesa, Hanako. Después de muchas complicaciones románticas, justo cuando Aema decide divorciarse de su marido, descubre que ha muerto en Japón a causa de Hanako.

## Reparto
- Entonces Bi-a como Aema[1]
- Choi Dong-joon como Esposo
- Jeon Hye-seong como Erica
- Choe Ho-jin como Ho-jin
- Yeon Hyeon-cheol como Hwa-ga
- Min Hui como Hanako
- Lee Jeong-yeol como Jung-hun
- Sin Jin-hui como Ju-hee
- Jeong Young-kuk
- Kim Gi-jong